# Tryphon americanus
Tryphon americanus är en stekelart som beskrevs av Cresson 1864. Tryphon americanus ingår i släktet Tryphon och familjen brokparasitsteklar. Inga underarter finns listade i Catalogue of Life.